# Rachel Ward (Autorin)
Rachel Mary Ward (* 21. August 1964 in Woking) ist eine britische Autorin von Jugendbüchern.

## Leben und Werk
Rachel Ward wuchs in der Grafschaft Surrey südlich von London auf und studierte Geografie in Durham. Erst mit 40 Jahren widmete sie sich dem Schreiben. Mit ihrem Erstlingsroman „Numbers - Den Tod im Blick“ wurde sie international vielfach ausgezeichnet und 2011 für den Deutschen Jugendliteraturpreis nominiert. Rachel Ward lebt mit ihrem Mann und ihren Kindern in Bath, England. Für Andrea Wanner vom Titel Magazin gelingt es Rachel Ward in ihrem Erstlingswerk Numbers – Den Tod im Blick, „übersinnliche Fähigkeiten und die Probleme von Teenagern aus einem schwierigen Milieu zu einem packenden Thriller zu verbinden, der sich letztlich an eine große philosophische Frage wagt: Ist unser Leben vorbestimmt?“.
2012 war sie Jurymitglied der Auszeichnung Das außergewöhnliche Buch des Kinder- und Jugendprogramms des Internationalen Literaturfestivals Berlin.

## Veröffentlichungen
- 2010: Numbers – Den Tod im Blick. Übersetzt von Uwe-Michael Gutzschhahn. Original: Numbers (2009)
- 2011: Numbers – Den Tod vor Augen. Übersetzt von Uwe-Michael Gutzschhahn. Original: Numbers 2 – The Chaos (2010)
- 2012: Numbers – Den Tod im Griff. Übersetzt von Uwe-Michael Gutzschhahn. Original: Numbers 3 – Infinity (2011)

## Auszeichnungen und Nominierungen
- 2010: Angus Book Award für Numbers – Den Tod im Blick
- 2010: Oxfordshire Book Award für Numbers – Den Tod im Blick
- 2010: Hounslow Book Award für Numbers – Den Tod im Blick
- 2010: Wandsworth Fabulous Book Award für Numbers – Den Tod im Blick
- 2011: Nominierung Deutscher Jugendliteraturpreis in der Kategorie Jugendjury für Numbers – Den Tod im Blick
- 2011: Flämischer Kinder- und Jugendliteraturpreis in der Altersgruppe 14–16 für Numbers – Den Tod im Blick
- 2011: Nominierung Young Jury Prize (The Netherlands) für Numbers – Den Tod im Blick
- Nominierung für Branford Boase Prize für Numbers – Den Tod im Blick
- Nominierung für Leeds Book Award für Numbers – Den Tod im Blick
- Nominierung für Blackpool Book Prize für Numbers – Den Tod im Blick

## Festivalteilnahmen
- 2012: Kinder- und Jugendprogramm des 12. Internationalen Literaturfestivals Berlin im September
- 2012: 53. Münchner Bücherschau im Dezember